# Могила Дракулы
Могила Дракулы — это условное обозначение места захоронения румынского князя Влада III Цепеша (Дракулы), так как доподлинно неизвестно, как умер князь и что стало с его телом. По поводу того, где именно похоронен Дракула, существует две равноправных версии.
- Согласно одной версии, Дракула похоронен в монастыре Снагов в 40 км к северу от Бухареста. Эта версия основывается на народном предании[1], подтвердить которое пытались румынские археологи Георге Флореску и Дину Розетти, в 1935 году опубликовавшие отчёт «Раскопки в районе Снагова»[2].
- Согласно другой версии, Дракула похоронен в монастыре, называющемся Комана, в 30 км к югу от Бухареста. Версию озвучил румынский профессор Константин Резакевич в своей статье 2002 года «Могила Влада Цепеша. Наиболее вероятные гипотезы»[3].

## Предыстория
В 1475 году Дракула был освобождён из венгерской тюрьмы и снова начал участвовать в походах против турок. В ноябре 1475 года он в составе венгерской армии (как один из военачальников короля Матьяша, «королевский капитан») отправился в Сербию, где с января по февраль 1476 года участвовал в осаде турецкой крепости Шабац (на территории современной Сербии).
В феврале 1476 года он принял участие в войне против турок в Боснии, а летом 1476 года вместе с другим  «королевским капитаном» Стефаном Батори помог оборониться от турок молдавскому князю Стефану Великому.
В ноябре 1476 года Дракула при помощи Стефана Батори и Стефана Великого сверг протурецки настроенного румынского князя Лайоту Басараба. 8 ноября 1476 года было взято Тырговиште. 16 ноября взят Бухарест. 26 ноября общее собрание знатных людей Румынии избрало Дракулу своим князем.
Затем войска Стефана Батори и Стефана Великого ушли из Румынии, а с Дракулой остались только те воины, которые подчинялись непосредственно ему (около 4 000 человек). Вскоре после этого Дракула был убит по инициативе Лайоты Басараба, однако в рассказах о способе убийства и непосредственных исполнителях источники расходятся.
Средневековые хронисты Якоб Унрест и Ян Длугош считают, что Дракула был убит своим слугой, подкупленным турками. Автор «Повести о Дракуле воеводе» Фёдор Курицын считает, что Дракула был убит во время битвы с турками группой людей, которые якобы приняли его за турка.
Также сохранилось свидетельство молдавского князя Штефана, помогавшего Дракуле занять румынский престол:

И я незамедлительно собрал воинов, а когда они пришли, то я объединился с одним из королевских капитанов, и, объединившись, мы привели упомянутого Драхулу к власти. И тот, когда пришёл к власти, попросил нас оставить ему наших людей в качестве стражи, потому что он не слишком доверял влахам (румынам), и я оставил ему 200 своих людей. И когда я это сделал, мы (с королевским капитаном) удалились. И почти сразу вернулся тот предатель Басараб и, настигнув Драхулу, оставшегося без нас, убил его, и также оказались убиты все мои люди, за исключением 10-и.Оригинальный текст (итал.)Et cusi ho fato subitamente et son andado, io de l'una banda et el capetan del Re da l'altra ; et havemo se unido et metessemo in signoria el dicto Drachula. El qual fatto, questo me domanda che i lasessamo i nostri homeni per soa custodia, perche de Valachi non se confidava tropo; et io li lasai homeni 200 de la mia porta. Et fato questo, se partissimo. Et immediate torno quel infidel Basaraba et trove lo solo et amazo lo; et cum lui furono morti tuti li mei, excepto diexe.— Иоан Богдан «Документация Штефана Великого», том 2
Где Дракула был похоронен, ни один из указанных источников не сообщает.

## Захоронения
И в Снагове, и в Комане археологи нашли по одной необычной могиле, в каждой из которых был похоронен некий мужчина, однако идентифицировать тело ни в том, ни в другом случае не удалось.

### Могила в Комане
Согласно версии профессора Резакевича, Влад III Цепеш (Дракула) был убит «где-то на пути между Бухарестом и Джурджу» во время боя с турками, а тело было погребено в монастыре Комана, основанном Владом за 15 лет до этого.

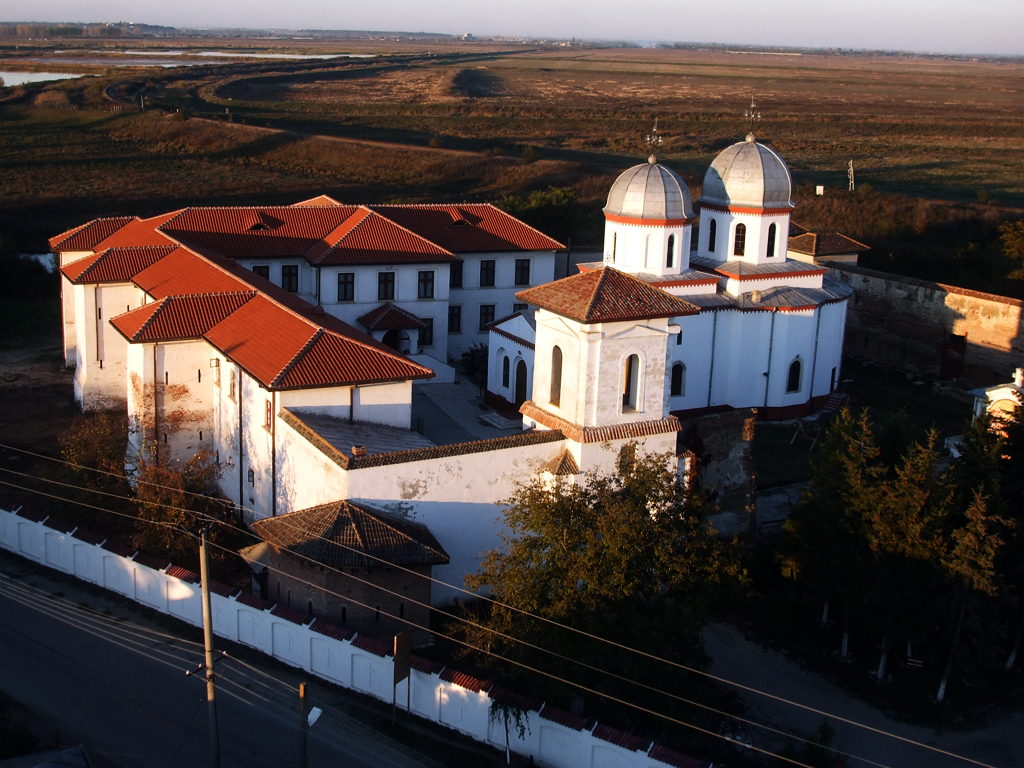
Монастырь Комана.

В 1971—1972 годах археологи Лия и Адриан Бэтрына проводили на территории монастыря раскопки. В результате был обнаружен фундамент деревянной церкви, существовавшей во времена Дракулы, и выяснилось, что храм в своё время сгорел.
Самой интересной находкой в церкви стала безымянная могила, расположенная в южном нефе. Интересна она именно своим местоположением, ведь, по мнению профессора Резакевича, «могила расположена в таком месте, которое подобает основателю монастыря». Могила получила номер М59 и под этим номером фигурирует во многих статьях, рассказывающих о раскопках в Команской обители.
Настоятель Команского монастыря (протосингел) отец Михаил Мускариу в переписке с русскими поклонниками Дракулы признался, что очень хочет верить, что Дракула похоронен именно в Комане, однако настоятель признаёт — в могиле М59 находится «обычное тело», «без каких-либо отличий», указывающих на принадлежность могилы князю или кому бы то ни было. Отличительным признаком, указывающим, что в могиле находится тело Дракулы, могло бы стать отсутствие головы, так как согласно преданию, голова Дракулы была отрублена и увезена в Стамбул, но тело, найденное в Комане, имеет голову.
Тем не менее, другое тело, которое нашли в «официальном монастыре Дракулы» в Снагове, тоже имело голову, поэтому присутствие головы у неопознанного тела в Комане не ослабляет команскую версию по сравнению с версией снаговской — обе версии не соответствуют преданию.

### Могила в Снагове

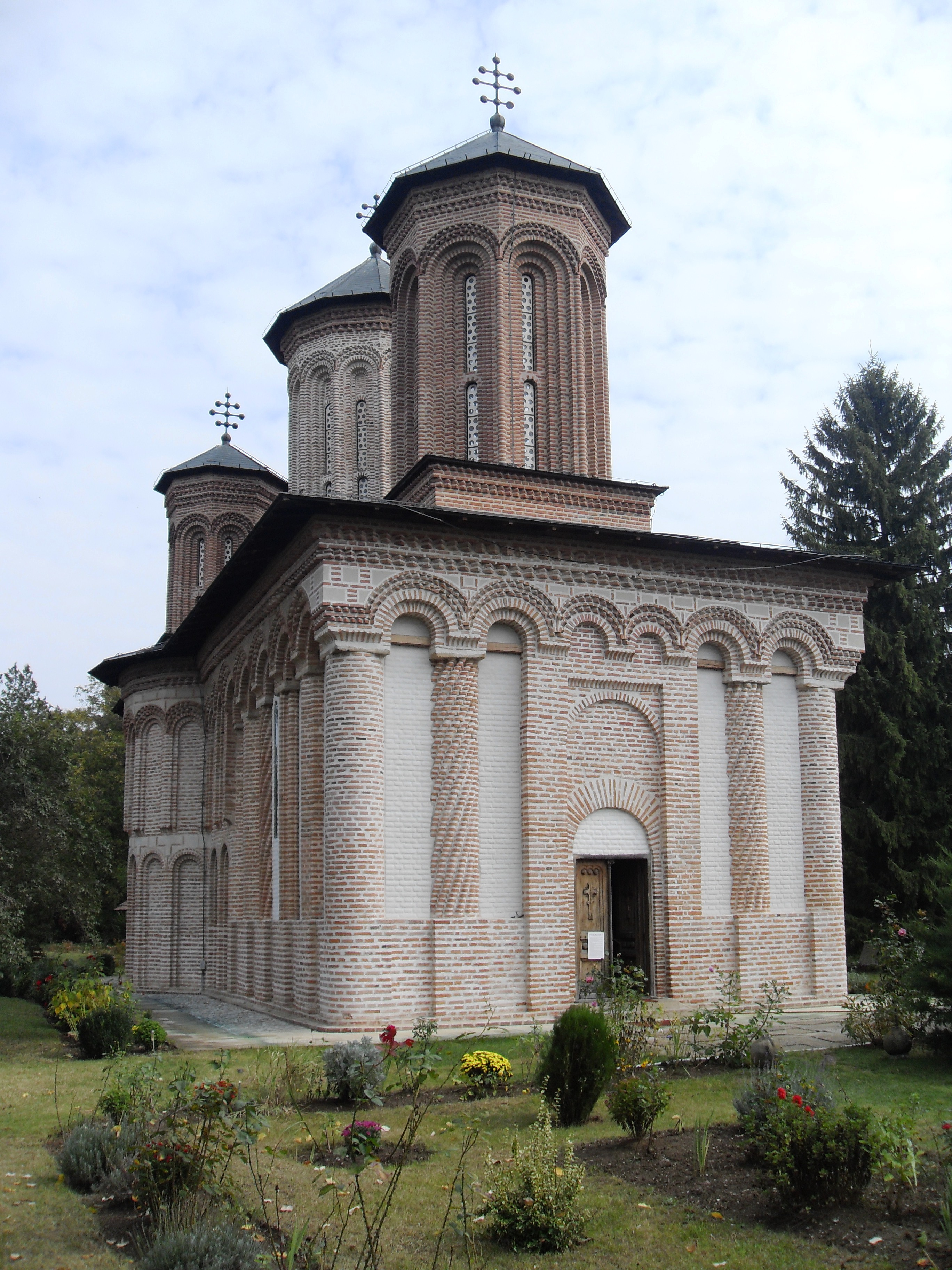
Храм Благовещения в Снагове.

Предметом особого исследования археологов в монастыре Снагов стали две могилы. Обе они находятся в храме Благовещения Пресвятой Богородицы.
Могила, которая находится перед входом в алтарь, по легенде считается могилой Дракулы, однако команда археологов под руководством Георге Флореску и Дину Розетти, вскрывшая могилу в начале 1930-х годов, обнаружила, что в захоронении ничего нет.
По некоторым данным в этой могиле были найдены кости животных, подброшенные туда монахами, ненавидевшими Дракулу, но сами археологи сообщают, что кости были найдены не в могиле, а в земле под ней. Это кости жертвенных животных, которых сжигали на острове Снагов в дохристианские времена.
Чуть позднее Георге Флореску и Дину Розетти нашли в храме Благовещения вторую могилу, содержавшую останки неизвестного мужчины, рядом с которым находилась корона. Могилу обнаружили в притворе храма, то есть возле входа.

В ходе дальнейших изысканий, проведённых внутри храма, к северу от главного входа был обнаружен камень без надписей, по размеру точно совпадающий с надгробием перед входом в алтарь. Под найденным камнем находился саркофаг (деревянный долблёный гроб), частично покрытый пурпурным покрывалом с золотой вышивкой. И гроб, и покрывало почти истлели. Внутри лежал скелет. На нём виднелись фрагменты вылинявшего пурпурного одеяния из парчи, очень похожего на венгерский кафтан, в котором Дракула изображён на портрете, хранящемся в замке Амбрас. Отвороты на рукавах, в прошлом тёмно-красные, были украшены большими круглыми серебряными пуговицами. К одному из отворотов было пришито маленькое кольцо. Рядом были обнаружены остатки короны, украшенной клуазоне (цветная эмаль, которой украшают ювелирные изделия). Эмаль на зубцах короны имела красно-коричневый цвет, а верхушку каждого зубца венчал кусочек бирюзы (бирюзовые жемчужины).Оригинальный текст (англ.)Further exploration inside the entrance on the northern side of the church revealed an unmarked stone of exactly the same size as the altar tombstone. It was found to contain a casket still partially covered by a purple shroud embroidered with gold. Both coffin and covering had mostly rotted away. Within lay a skeleton. It was covered in fragments of a faded purple garment of silk brocade, very similar to the Hungarian-style shirt worn by Dracula in the Ambras portrait. The sleeves, originally crimson, were clearly discernible, with large round silver buttons; one sleeve had a small ring sewn on it. Not far away were the remains of a crown worked in cloisonné, with terra cotta-colored claws, each holding a turquoise gem.— Р. Макнелли, Р. Флореску «В поисках Дракулы»
Также в некоторых других англоязычных источниках можно прочесть, что в могиле был найден меч и помятый кубок.

### Разночтения в описаниях могилы в Снагове
Версия о том, что Дракула похоронен в Снагове, настолько популярна, что её озвучивали в книгах и публикациях бессчётное число раз, а это в свою очередь привело к появлению разночтений.
Например, в статье молдавского журналиста М.Михая говорится, что в могиле возле дверей была обнаружена вовсе не корона, а венок из серебряных цветов, украшенных эмалью.
В книге румынского исследователя М. Казаку говорится, что в могиле, расположенной возле алтаря, найдены кости «доисторических» животных (хотя этим словом обозначаются динозавры, мамонты и т. д). Есть несоответствия и в описании второй могилы, возле дверей — вместо скелета в книге Казаку говорится о «прекрасно сохранившемся» теле, положение пуговиц на кафтане указано по-другому, а эмаль короны вместо красно-коричневой названа бирюзовой.
В книге российского автора В. Эрлихмана вместо кольца, найденного в Снагове, говорится о броши, к которой была приделана роза, покрытая эмалью.